# Brad Wilk
Pour les articles homonymes, voir Wilk.
Brad Wilk (né le 5 septembre 1968 à Portland dans l'Oregon) est un batteur américain. Il vit à Chicago pendant son enfance, et s'installe plus tard dans le sud de la Californie.
Wilk commence à jouer de la batterie à l'âge de treize ans et possède un kit de batterie à celui de quatorze. Après avoir répondu à une annonce dans un journal local, Wilk rejoint Tom Morello, Tim Commerford et Zack de la Rocha pour former Rage Against the Machine. Ils font ensemble quatre albums studio avant leur séparation. Wilk, Morello et Commerford créent alors Audioslave avec le chanteur de Soundgarden, Chris Cornell. Brad est bouddhiste et vu comme très compatissant. Il a un diabète de type 1 et a dit, lors d'une interview pour le magazine Countdown, que s'il ne faisait pas de la musique, il trouverait un traitement contre la maladie.

## Carrière musicale

### Rage Against the Machine
Rage Against the Machine est né d'une séparation de groupe ; il est appelé pour auditionner pour Lock Up, qui a réalisé un album  (Something Bitchin' This Way Comes) sorti chez Geffen records en 1989 et qui s'est séparé quand l'album a reçu un peu d'attention de la part des médias. Le guitariste de Lock Up, Tom Morello décide de former un groupe il appelle Wilk pour voir s'il est intéressé pour jouer la batterie. Peu de temps après, le duo rencontre Zack de la Rocha, un rappeur écumant les clubs d'Hollywood où il faisait de l'improvisation et son ami d'enfance Tim Commerford qui est bassiste. Rage Against the Machine était né.

### Audioslave
Quand Zack de la Rocha quitte Rage Against the Machine en 2000, Wilk et les deux membres restants, Tom Morello et Tim Commerford, décident de rester ensemble pour former un nouveau groupe de rock. Le producteur Rick Rubin suggère de faire une jam-session avec Chris Cornell. Ils se rencontrent et décident de former tous les quatre Audioslave.

### Autres
Brad Wilk a intégré Black Sabbath en tant que batteur, exclusivement pour l'enregistrement de 13, le dernier album du groupe, sorti le juin 2013. 
Il faisait partie du groupe Prophets of Rage.
Il fait aussi partie du groupe The Last Internationale.
Il rejoint les Smashing Pumpkins de Billy Corgan fin 2014 pour jouer en live lors de la tournée liée à l'album Monuments to an Elegy.

## Équipement
Ce qui suit sont les différents kits de batteries utilisés par Brad Wilk pendant sa carrière musicale :
- Rage Against the Machine (1991-2000):
  - Batterie Premier Signia Marquis et cymbales Zildjian :
  - tom de 12x12"
  - tom basse de 16x16"
  - grosse caisse de 22"x20"
  - Z Custom Crash de 18"
  - A Custom Crash de 19"
  - A Medium Ride de 20"
  - charleston New Beat Hi-Hats de 14"
- Audioslave (2002-05):
  - Batterie sur mesure Gretsch et cymbales Paiste :
  - tom de 12x12"
  - tom basse de 16x16" (x2)
  - tom basse de 18x18"
  - caisse claire Tama de 14x7"
  - grosse caisse de 22"x20"
  - Signature Power Crash de 18"
  - Signature Power Crash de 19"
  - 2002 Ride de 22"
  - charleston Signature Sound Edge Hi-Hat de 14"
  - Wilk a été vu utilisant une deuxième cymbale sur la gauche de sa batterie, en 16" ou 17"
- Audioslave (2006):
  - Batterie sur mesure Gretsch USA Custom Maple (érable) et cymbales Paiste :
  - tom de 12x9"
  - tom basse de 16x16"
  - tom basse de 16x18"
  - caisse claire de 14x6.5"
  - grosse caisse de 22"x18"
  - Signature Power Crash de 18"
  - 2002 Crash de 19"
  - 2002 Ride de 22"
  - charleston Signature Sound Edge Hi-Hats de 14"

Brad Wilk utilise des accessoires Drum Workshop série 9000, des peaux Remo (séries Emperor & Ambassador) et des baguettes Vic Firth 5B.

## Carrière d'acteur
Il a joué une seule fois en tant qu'acteur dans le film Sleeping Dogs Lie avec Maynard James Keenan (chanteur de Tool) et Ed Asner.

## Discographie
Rage Against the Machine
Rage Against the Machine (1992)

Evil Empire (1996)

Live and Rare (1998)

The Battle of Los Angeles (1999)

Renegades (2000)

Live at the Grand Olympic Auditorium (2003)
Audioslave
Audioslave (2002)

Out of Exile (2005)

Revelations (2006)
Black Sabbath
13 (2013)
Prophets of Rage
Prophets of Rage (2017)